# Горняк (мини-футбольный клуб)
«Горняк»  (ранее — «Огнеупорщик», «Капитал»)  — украинская мини-футбольная команда из Красногоровки, участник чемпионата Украины по мини-футболу. «Горняк» стал одной из первых команд, возникших в начале 90-х годов в Донецкой области в связи с популяризацией мини-футбола в стране и области.
В чемпионате Украины 1992 года команда из Красногоровки выступает под названием «Огнеупорщик», и не попадает по итогам группового турнира в шестёрку лучших команд, заняв девятое место из тринадцати. По итогам турнира команда удерживает за собой девятое место..
Как и все участники чемпионата, «Огнеупорщик» получает право участия в кубке страны 1993 начиная со второго отборочного турнира, игнорируя зональные соревнования. Команда проводит мини-турнир в Днепропетровске, но не входит в число двух лучших команд, уступив право играть в финальном турнире местным «Нике» и «Механизатору» и заняв последнее место в группе (0 очков в 6 матчах, разница мячей 10-49).
В чемпионате 1993/94 года команда выступает под названием «Капитал» и занимает десятое место в чемпионате. В матчах против харьковской «Инги» дебютирует известный украинский мини-футболист Игорь Москвичёв, в первом же матче за клуб забив четыре гола.
В 1995 году команда выступает в высшей лиге под названием «Горняк» и добивается максимальных достижений. Сначала клуб выигрывает второе место в чемпионате страны, уступив лишь днепропетровскому «Механизатору». В том же году команда становится финалистом кубка Украины, проиграв в финальном матче «Механизатору» со счётом 1:5. В это же время из ставшего в прошлом сезоне чемпионом киевского «Слида» в Красногоровку переходят тренер Валерий Шабельников и несколько игроков «Слида».
Последним сезоном для «Горняка» становится чемпионат Украины 1995/96, в котором команда занимает одиннадцатое место. Из-за прекращения финансирования команда прекращает существование.